# Росс, Джим
Джеймс Уильям Росс (англ. James William Ross, род. 3 января 1952 года) — американский комментатор рестлинга, рефери, актёр. В настоящее время работает в All Elite Wrestling комментатором и старшим советником.
В течение более чем 25-и лет работал в WWE, а также на Fox Sports, где писал заметки о рестлинге. Изредка комментирует бокс и MMA. Кроме того комментирует New Japan Pro-Wrestling на AXS TV.
Росс член Зала славы WWE с 2007 года. Он известен прозвищем «Старый добрый JR» (англ. Good ol' JR). Широко оценивается как голос WWE и один из лучших комментаторов рестлинга всех времён. Вне рестлинга Росс разработал собственную марку барбекю-соусов и джерки.

## Карьера

### Mid-South Wrestling (1974—1982)
Во время учёбы в колледже Росс некоторое время работал на студенческом радио. Благодаря этому опыту Росс получил шанс стать приглашённым комментатором, когда сотрудник одного из рестлинг-промоушенов не смог явиться на шоу. Сначала Росс работал в NWA Tri-State в качестве рефери с 1974 до 1977 года.

### Jim Crockett Promotions/World Championship Wrestling (1982—1993)
Росс продолжал работать в NWA и Jim Crockett Promotions до того момента, как последняя компания трансформировалась в World Championship Wrestling (WCW).
Росс продолжал оттачивать свое мастерство, и стал главным комментатором, но имел спорные отношения с новым комментатором (и будущим руководителем WCW) Эриком Бишоффом. По словам Росса, Бишофф успешно «продавал себя» владельцам компании Turner Broadcasting в качестве руководителя WCW.
Росс покинул WCW после того, как его снял с эфира Бишофф. У Росса был трёхлетний контракт с Turner Broadcasting, но он согласился его расторгнуть, опасаясь, что он не получит работу в другом месте, если долгое время не будет появляться на телевидении.

### World Wrestling Federation/Entertainment/WWE

#### Начало карьеры (1993—2002)
Росс был нанят World Wrestling Federation и дебютировал на WrestleMania IX. Он заменил Гориллу Монсуна на WWF Wrestling Challenge в следующие выходные. Росс работал вместе с Бобби Хинаном, пока тот не покинул WWF в декабре 1993 года. Контракт Росса истек 11 февраля 1994 года и WWF решила не продлевать его. Две недели спустя он перенес первый приступ паралича Белла. Впоследствии он стал комментатором Smoky Mountain Wrestling и команды NFL «Атланта Фэлконс». Когда Винсу Макмэну в 1994 году было предъявлено обвинение федеральным правительством Соединённых Штатов, он не смог продолжить комментировать WWF Monday Night Raw. Нескольких недель спустя Горилла Монсун вновь нанял Росса, чтобы он занял место Макмэна. После того, как Макмэна был оправдан, Росс был уволен из WWF за утечку внутренней информации журналистам. Уже в декабре 1994 года он был нанят обратно.

#### Raw (2002—2008)
Росс был «голосом Raw is War» вместе с Джерри Лоулером и укрепил свой статус одного из величайших комментаторов рестлинга, поскольку WWE осталась единственной крупной рестлинг-компанией в Северной Америке. После деления брендов WWE Росс работал исключительно на Raw. Также в это время Росс исполнял обязанности исполнительного вице-президента по работе с персоналом WWF/WWE: ключевого человека, отвечающего за наём новых рестлеров. К 2005 году Росс покинул управленческие должности. Согласно заявлениям в его официальном блоге, уход от руководства оказался полезным с точки зрения снижения нагрузки, что позволило ему сосредоточиться на своем здоровье, семье и предпринимательстве.

### Возвращение в WWE (2017—2019)
2 апреля 2017 года на WrestleMania 33 Росс вернулся в WWE, став комментатором главного боя между Гробовщиком и Романом Рейнсом. Вскоре после WrestleMania 33 было объявлено, что Росс подписал двухлетнее соглашение с компанией.

### All Elite Wrestling (2019—н.в.)
В апреле 2019 стало известно, что Джим Росс подписал трёхлетний контракт All Elite Wrestling, где будет работать комментатором и старшим советником.

## В рестлинге
- Прозвища
  - «Старый добрый JR»
  - «Голос WWE»
- Музыкальная тема
  - «Boomer Sooner» от The Pride of Oklahoma, с 1998